# Premio César per il miglior regista
Il premio César per il miglior regista (César du meilleur réalisateur) è un premio cinematografico assegnato annualmente dall'Académie des arts et techniques du cinéma a partire dal 1976 al miglior regista di un film di produzione francese uscito nelle sale cinematografiche nel corso dell'anno precedente.
Roman Polański è l'unico ad aver ricevuto cinque volte questo riconoscimento: nel 1980 con Tess, nel 2003 con Il pianista, nel 2011 con L'uomo nell'ombra, nel 2014 con Venere in pelliccia e nel 2020 con L'ufficiale e la spia.
Jacques Audiard ha ricevuto il premio tre volte, mentre sette registi l'hanno ricevuto due volte: Alain Resnais, Bertrand Tavernier, Jean-Jacques Annaud, Claude Sautet, Abdellatif Kechiche, Albert Dupontel e Dominik Moll.
Sono stati premiati in più occasioni registi di nazionalità non francese: lo statunitense Joseph Losey, i polacchi Roman Polański e Andrzej Wajda, l'italiano Ettore Scola, il canadese Denys Arcand, l'austriaco Michael Haneke.

## Albo d'oro
I vincitori sono indicati in grassetto, a seguire gli altri candidati.

### Anni 1976-1979
- 1976: Bertrand Tavernier - Che la festa cominci... (Que la fête commence)
  - Robert Enrico - Frau Marlene (Le vieux fusil)
  - Jean-Paul Rappeneau - Il mio uomo è un selvaggio (Le sauvage)
  - François Truffaut - Adèle H., una storia d'amore (L'histoire d'Adèle H.)
- 1977: Joseph Losey - Mr. Klein (Monsieur Klein)
  - Claude Miller - La Meilleure Façon de marcher
  - Bertrand Tavernier - Il giudice e l'assassino (Le juge et l'assassin)
  - André Téchiné - Barocco
- 1978: Alain Resnais - Providence
  - Luis Buñuel - Quell'oscuro oggetto del desiderio (Cet obscur objet du désir)
  - Claude Miller - Gli aquiloni non muoiono in cielo (Dites-lui que je l'aime)
  - Pierre Schoendoerffer - L'uomo del fiume (Le crabe tambour)
- 1979: Christian de Chalonge - I soldi degli altri (L'argent des autres)
  - Michel Deville - Dossier 51 (Le dossier 51)
  - Ariane Mnouchkine - Molière
  - Claude Sautet - Una donna semplice (Une histoire simple)

### Anni 1980-1989
- 1980: Roman Polański - Tess
  - Costa-Gavras - Chiaro di donna (Clair de femme)
  - Jacques Doillon - La drôlesse (La drôlesse)
  - Joseph Losey - Don Giovanni
- 1981: François Truffaut - L'ultimo metrò (Le dernier métro)
  - Jean-Luc Godard - Si salvi chi può (La vita) (Sauve qui peut (la vie))
  - Alain Resnais - Mon oncle d'Amérique
  - Claude Sautet - Una brutta storia (Un mauvais fils)
- 1982: Jean-Jacques Annaud - La guerra del fuoco (La guerre du feu)
  - Pierre Granier-Deferre - Une étrange affaire
  - Claude Miller - Guardato a vista (Garde à vue)
  - Bertrand Tavernier - Colpo di spugna (Coup de torchon)
- 1983: Andrzej Wajda - Danton
  - Jacques Demy - Una camera in città (Une chambre en ville)
  - Jean-Luc Godard - Passion
  - Bob Swaim - La spiata (La balance)
- 1984: Ettore Scola - Ballando ballando (Le bal)
  - Jean Becker - L'estate assassina (L'été meurtrier)
  - Claude Berri - Ciao amico (Tchao Pantin)
  - Maurice Pialat - Ai nostri amori (À nos amours)
  - François Truffaut - Finalmente domenica! (Vivement dimanche!)
- 1985: Claude Zidi - Il commissadro (Les Ripoux)
  - Alain Resnais - L'amour à mort (L'amour à mort)
  - Éric Rohmer - Le notti della luna piena (Les nuits de la pleine lune)
  - Francesco Rosi - Carmen
  - Bertrand Tavernier - Una domenica in campagna (Un dimanche à la campagne)
- 1986: Michel Deville - Pericolo nella dimora  (Péril en la demeure)
  - Luc Besson - Subway
  - Claude Miller - L'Effrontée - Sarà perché ti amo? (L'Effrontée)
  - Coline Serreau - Tre uomini e una culla (Trois hommes et un couffin)
  - Agnès Varda - Senza tetto né legge (Sans toit ni loi)
- 1987: Alain Cavalier - Thérèse
  - Jean-Jacques Beineix - Betty Blue (37°2 le matin)
  - Claude Berri - Jean de Florette
  - Bertrand Blier - Lui portava i tacchi a spillo (Tenue de soirée)
  - Alain Resnais - Mélo
- 1988: Louis Malle - Arrivederci ragazzi (Au revoir les enfants)
  - Jean-Loup Hubert - Innocenza e malizia (Le grand chemin)
  - Patrice Leconte - Tandem
  - Maurice Pialat - Sotto il sole di Satana (Sous le soleil de Satan)
  - André Téchiné - Les Innocents
- 1989: Jean-Jacques Annaud - L'orso (L'ours)
  - Luc Besson - Le grand bleu
  - Claude Chabrol - Un affare di donne (Une affaire de femmes)
  - Michel Deville - La lettrice (La lectrice)
  - Claude Miller - La piccola ladra (La petite voleuse)

### Anni 1990-1999
- 1990: Bertrand Blier - Troppo bella per te! (Trop belle pour toi)
  - Alain Corneau - Notturno indiano (Nocturne indien)
  - Miloš Forman - Valmont
  - Patrice Leconte - L'insolito caso di Mr. Hire (Monsieur Hire)
  - Bertrand Tavernier - La vita e niente altro (La Vie et rien d'autre)
- 1991: Jean-Paul Rappeneau - Cyrano de Bergerac
  - Claude Berri - Uranus
  - Luc Besson - Nikita
  - Jacques Doillon - Le Petit Criminel
  - Patrice Leconte - Il marito della parrucchiera (Le mari de la coiffeuse)
- 1992: Alain Corneau - Tutte le mattine del mondo (Tous les matins du monde)
  - Bertrand Blier - Merci la vie - Grazie alla vita (Merci la vie)
  - Maurice Pialat - Van Gogh
  - Jacques Rivette - La bella scontrosa (La belle noiseuse)
  - André Téchiné - Niente baci sulla bocca (J'embrasse pas)
- 1993: Claude Sautet - Un cuore in inverno  (Un cœur en hiver)
  - Cyril Collard - Notti selvagge (Les nuits fauves)
  - Christine Pascal - Le petit prince a dit
  - Bertrand Tavernier - Legge 627 (L.627)
  - Régis Wargnier - Indocina (Indochine)
- 1994: Alain Resnais - Smoking/No Smoking
  - Claude Berri - Germinal
  - Bertrand Blier - Un, due, tre stella! (Un, deux, trois, soleil)
  - Krzysztof Kieślowski - Tre colori: Film Blu (Trois couleurs: Bleu)
  - Jean-Marie Poiré - I visitatori (Les visiteurs)
  - André Téchiné - Ma saison préférée
- 1995: André Téchiné - L'età acerba (Les roseaux sauvages)
  - Luc Besson - Léon
  - Patrice Chéreau - La Regina Margot (La Reine Margot)
  - Nicole Garcia - Le Fils préféré - Ospiti pericolosi (Le Fils préféré)
  - Krzysztof Kieślowski - Tre colori: Film Rosso (Trois couleurs: Rouge)
- 1996: Claude Sautet - Nelly e mr. Arnaud (Nelly et monsieur Arnaud)
  - Josiane Balasko - Peccato che sia femmina (Gazon maudit)
  - Claude Chabrol - Il buio nella mente (La Cérémonie)
  - Étienne Chatiliez - La felicità è dietro l'angolo (Le bonheur est dans le pré)
  - Mathieu Kassovitz - L'odio (La Haine)
  - Jean-Paul Rappeneau - L'ussaro sul tetto (Le hussard sur le toit)
- 1997: Patrice Leconte - Ridicule ex aequo Bertrand Tavernier - Capitan Conan (Capitaine Conan)
  - Jacques Audiard - Un héros très discret
  - Cédric Klapisch - Aria di famiglia (Un air de famille)
  - André Téchiné - Les Voleurs
- 1998: Luc Besson - Il quinto elemento (Le cinquième élément)
  - Alain Corneau - Le cousin
  - Robert Guédiguian - Marius e Jeannette (Marius et Jeannette)
  - Manuel Poirier - Western - Alla ricerca della donna ideale (Western)
  - Alain Resnais - Parole, parole, parole... (On connaît la chanson)
- 1999: Patrice Chéreau - Ceux qui m'aiment prendront le train
  - Nicole Garcia - Place Vendôme
  - Gérard Pirès - Taxxi (Taxi)
  - Francis Veber - La cena dei cretini (Le dîner de cons)
  - Érick Zonca - La vita sognata degli angeli (La vie rêvée des anges)

### Anni 2000-2009
- 2000: Tonie Marshall - Sciampiste & Co. (Vénus beauté (Institut))
  - Jean Becker - I ragazzi del Marais (Les enfants du marais)
  - Luc Besson - Giovanna d'Arco (Jeanne d'Arc)
  - Michel Deville - La maladie de Sachs
  - Patrice Leconte - La ragazza sul ponte (La fille sur le pont)
  - Régis Wargnier - Est-ovest - Amore-libertà (Est-Ouest)
- 2001: Dominik Moll - Harry, un amico vero (Harry, un ami qui vous veut du bien)
  - Jean-Pierre Denis - Les Blessures assassines
  - Agnès Jaoui - Il gusto degli altri (Le Goût des autres)
  - Mathieu Kassovitz - I fiumi di porpora (Les Rivières pourpres)
  - Patricia Mazuy - Saint-Cyr
- 2002: Jean-Pierre Jeunet - Il favoloso mondo di Amélie (Le fabuleux destin d'Amélie Poulain)
  - Jacques Audiard - Sulle mie labbra (Sur mes lèvres)
  - Patrice Chéreau - Intimacy - Nell'intimità (Intimacy)
  - François Dupeyron - La chambre des officiers
  - François Ozon - Sotto la sabbia (Sous le sable)
- 2003: Roman Polański - Il pianista (The Pianist)
  - Costa-Gavras - Amen. (Amen)
  - Cédric Klapisch - L'appartamento spagnolo (L'auberge espagnole)
  - François Ozon - 8 donne e un mistero (8 Femmes)
  - Nicolas Philibert - Essere e avere (Être et avoir)
- 2004: Denys Arcand - Le invasioni barbariche (Les invasions barbares)
  - Lucas Belvaux - Dopo la vita (Après la vie), Rincorsa (Cavale) e Una coppia perfetta (Un couple épatant)
  - Claude Miller - La Petite Lili
  - Jean-Paul Rappeneau - Bon Voyage
  - Alain Resnais - Mai sulla bocca (Pas sur la bouche)
- 2005: Abdellatif Kechiche - La schivata (L'esquive)
  - Christophe Barratier - Les choristes - I ragazzi del coro (Les choristes)
  - Arnaud Desplechin - I re e la regina (Rois et reine)
  - Jean-Pierre Jeunet - Una lunga domenica di passioni (Un long dimanche de fiançailles)
  - Olivier Marchal - 36 Quai des Orfèvres
- 2006: Jacques Audiard - Tutti i battiti del mio cuore (De battre mon cœur s'est arrêté)
  - Xavier Beauvois - Le Petit Lieutenant
  - Jean-Pierre e Luc Dardenne - L'Enfant
  - Michael Haneke - Niente da nascondere (Caché)
  - Radu Mihăileanu - Vai e vivrai (Va, vis et deviens)
- 2007: Guillaume Canet - Non dirlo a nessuno (Ne le dis à personne)
  - Rachid Bouchareb - Days of Glory (Indigènes)
  - Pascale Ferran - Lady Chatterley
  - Philippe Lioret - Je vais bien ne t'en fais pas
  - Alain Resnais - Cuori (Coeurs)
- 2008: Abdel Kechiche - Cous cous (La graine et le mulet)
  - Olivier Dahan - La vie en rose (La Môme)
  - Claude Miller - Un secret
  - Julian Schnabel - Lo scafandro e la farfalla (Le scaphandre et le papillon)
  - André Téchiné - I testimoni (Les témoins)
- 2009: Jean-François Richet - Nemico pubblico N. 1 - L'istinto di morte (Mesrine: L'instinct de mort) / Nemico pubblico N. 1 - L'ora della fuga (Mesrine: L'ennemi public n° 1)
  - Rémi Bezançon - Le Premier Jour du reste de ta vie
  - Laurent Cantet - La classe - Entre les murs (Entre les murs)
  - Arnaud Desplechin - Racconto di Natale (Un conte de Noël)
  - Martin Provost - Séraphine

### Anni 2010-2019
- 2010: Jacques Audiard - Il profeta (Un prophète)
  - Lucas Belvaux - Rapt
  - Xavier Giannoli - À l'origine
  - Philippe Lioret - Welcome
  - Radu Mihăileanu - Il concerto (Le Concert)
- 2011: Roman Polański - L'uomo nell'ombra (The Ghost Writer)
  - Mathieu Amalric - Tournée
  - Olivier Assayas - Carlos
  - Xavier Beauvois - Uomini di Dio (Des hommes et des dieux)
  - Bertrand Blier - Le Bruit des glaçons
- 2012: Michel Hazanavicius - The Artist
  - Alain Cavalier - Pater
  - Valérie Donzelli - La guerra è dichiarata (La guerre est déclarée)
  - Aki Kaurismäki - Miracolo a Le Havre (Le Havre)
  - Maïwenn - Polisse
  - Pierre Schoeller - Il ministro - L'esercizio dello Stato (L'Exercice de l'État)
  - Éric Toledano e Olivier Nakache - Quasi amici - Intouchables (Intouchables)
- 2013: Michael Haneke - Amour
  - Benoît Jacquot – Addio mia regina (Les Adieux à la Reine)
  - Noémie Lvovsky – Camille redouble
  - François Ozon – Nella casa (Dans la maison)
  - Jacques Audiard – Un sapore di ruggine e ossa (De rouille et d'os)
  - Leos Carax – Holy Motors
  - Stéphane Brizé – Quelques heures de printemps
- 2014: Roman Polański - Venere in pelliccia (La Vénus à la fourrure)
  - Albert Dupontel - 9 mois ferme
  - Guillaume Gallienne - Tutto sua madre (Les Garçons et Guillaume, à table!)
  - Alain Guiraudie - Lo sconosciuto del lago (L'Inconnu du lac)
  - Arnaud Desplechin - Jimmy P. (Jimmy P. (Psychotherapy of a Plains Indian))
  - Asghar Farhadi - Il passato (Le Passé)
  - Abdellatif Kechiche - La vita di Adele (La Vie d'Adèle - Chapitres 1 & 2)
- 2015: Abderrahmane Sissako - Timbuktu
  - Céline Sciamma - Diamante nero (Bande de filles)
  - Thomas Cailley - The Fighters - Addestramento di vita (Les Combattants)
  - Robin Campillo - Eastern Boys
  - Thomas Lilti - Ippocrate (Hippocrate)
  - Bertrand Bonello - Saint Laurent
  - Olivier Assayas - Sils Maria
- 2016: Arnaud Desplechin - I miei giorni più belli (Trois souvenirs de ma jeunesse)
  - Stéphane Brizé - La legge del mercato (La loi du marché)
  - Xavier Giannoli - Marguerite
  - Jacques Audiard - Dheepan - Una nuova vita (Dheepan)
  - Maïwenn - Mon roi - Il mio re (Mon roi)
  - Deniz Gamze Ergüven - Mustang
  - Emmanuelle Bercot - A testa alta (La Tête haute)
- 2017: Xavier Dolan - È solo la fine del mondo (Juste la fin du monde)
  - Houda Benyamina - Divines
  - François Ozon - Frantz
  - Bruno Dumont - Ma Loute
  - Anne Fontaine - Agnus Dei (Les Innocentes)
  - Nicole Garcia - Mal di pietre (Mal de pierres)
  - Paul Verhoeven - Elle
- 2018: Albert Dupontel - Ci rivediamo lassù (Au revoir là-haut)
  - Robin Campillo - 120 battiti al minuto (120 battements par minute)
  - Mathieu Amalric - Barbara
  - Julia Ducournau - Raw - Una cruda verità (Grave)
  - Hubert Charuel - Petit paysan - Un eroe singolare (Petit paysan)
  - Michel Hazanavicius - Il mio Godard (Le redoutable)
  - Éric Toledano e Olivier Nakache - C'est la vie - Prendila come viene (Le sens de la fête)
- 2019: Jacques Audiard - I fratelli Sisters (The Sisters Brothers)
  - Jeanne Herry - In mani sicure - Pupille (Pupille)
  - Emmanuel Finkiel - La douleur
  - Gilles Lellouche - 7 uomini a mollo (Le Grand Bain)
  - Xavier Legrand - L'affido - Una storia di violenza (Jusqu'à la garde)
  - Pierre Salvadori - Pallottole in libertà (En liberté!)
  - Alex Lutz - Guy

### Anni 2020-2029
- 2020: Roman Polański – L'ufficiale e la spia (J'accuse)
  - Nicolas Bedos – La belle époque
  - Arnaud Desplechin – Roubaix, una luce nell'ombra (Roubaix, une lumière)
  - Ladj Ly – I miserabili (Les Misérables)
  - François Ozon – Grazie a Dio (Grâce à Dieu)
  - Céline Sciamma – Ritratto della giovane in fiamme (Portrait de la jeune fille en feu)
  - Éric Toledano e Olivier Nakache – The Specials - Fuori dal comune (Hors normes)
- 2021: Albert Dupontel – Adieu les cons
  - Maïwenn – DNA - Le radici dell'amore (ADN)
  - Filippo Meneghetti – Due (Deux)
  - Emmanuel Mouret – Les choses qu'on dit, les choses qu'on fait
  - François Ozon – Estate '85 (Été 85)
- 2022: Leos Carax – Annette
  - Audrey Diwan – La scelta di Anne - L'Événement (L'Événement)
  - Julia Ducournau – Titane
  - Xavier Giannoli – Illusioni perdute (Illusions perdues)
  - Arthur Harari – Onoda - 10.000 notti nella giungla (Onoda, 10 000 nuits dans la jungle)
  - Cédric Jimenez – BAC Nord
  - Valérie Lemercier – Aline - La voce dell'amore (Aline)
- 2023: Dominik Moll – La notte del 12 (La Nuit du 12)
  - Louis Garrel – L'innocente (L'Innocent)
  - Cédric Jimenez – November - I cinque giorni dopo il Bataclan (Novembre)
  - Cédric Klapisch – La vita è una danza (En corps)
  - Albert Serra – Pacifiction - Un mondo sommerso (Pacifiction - Tourment sur les îles)
- 2024: Justine Triet – Anatomia di una caduta (Anatomie d'une chute)
  - Catherine Breillat – Ancora un'estate (L'Été dernier)
  - Thomas Cailley – The Animal Kingdom (Le Règne animal)
  - Jeanne Herry – Je verrai toujours vos visages
  - Cédric Kahn – Il caso Goldman (Le Procès Goldman)
- 2025: Jacques Audiard – Emilia Pérez
  - Matthieu Delaporte e Alexandre de La Patellière – Il conte di Montecristo (Le Comte de Monte-Cristo)
  - Alain Guiraudie – L'uomo nel bosco (Miséricorde)
  - Gilles Lellouche – L'amore che non muore (L'Amour ouf)
  - Boris Lojkine – La storia di Souleymane (L'Histoire de Souleymane)